# Tony Strata
Tony Strata, né le 7 septembre 2004 à Marseille en France, est un footballeur roumain qui évolue au poste d'arrière droit à l'AC Ajaccio.

## Biographie

### En club
Né à Marseille en France, d'un père corse et d'une mère originaire du village de Bulgari dans le Județ de Sălaj en Roumanie, Tony Strata est formé par le Istres FC puis par l'AC Ajaccio, où il joue avec les équipes de jeunes et la réserve. 
Il joue son premier match en professionnel le 21 mai 2023, lors d'une rencontre de Ligue 1 face au Stade rennais FC. Il entre en jeu lors de ce match perdu par son équipe (0-5 score final).
Strata commence à s'imposer dans l'effectif de l'équipe première de l'ACA au cours de l'année 2024, lorsque le club évolue en deuxième division. 

### En sélection
Tony Strata représente l'équipe de Roumanie des moins de 20 ans, jouant au total huit matchs entre 2023 et 2024.
Il joue son premier match avec l'équipe de Roumanie espoirs le 6 septembre 2024, face au Monténégro. Il est titularisé, et son équipe s'impose par un but à zéro.